# Karimuddin Asif
Karimuddin Asif (K. Asif; * 14. Juni 1924 in Etawah, Uttar Pradesh; † 9. März 1971 in Bombay, Maharashtra) war ein indischer Filmregisseur des urdusprachigen Bollywood-Films.

## Biografie
Asif begann als Assistent seines Onkels, des Regisseurs und Schauspielers S. Nazir. 1944 drehte er selbst seinen ersten Film – Phool mit den Stars Sitara Devi, Prithviraj Kapoor, Durga Khote und Suraiya war ein großer Erfolg. Danach plante er einen Film über die Zeit des Mogulkaisers Akbar I. und wählte die beliebte Legende um dessen Tänzerin Anarkali. Die Hauptrollen sollten Chandramohan und Nargis übernehmen, doch nach Chandramohans Tod 1949 legte Asif sein Projekt zunächst beiseite. Stattdessen produzierte er S. K. Ojhas Hulchul (1951) und griff erst danach die alte Idee wieder auf. Er  besetzte Prithviraj Kapoor als Akbar, Durga Khote als dessen Frau, sowie Dilip Kumar als Prinz Salim und Madhubala als die Tänzerin Anarkali und drehte Mughal-e-Azam ab 1951. Nach neunjähriger Produktion wurde das Kostümdrama 1960 veröffentlicht und einer der kommerziell erfolgreichsten indischen Filme.
Asif, der schon Mughal-e-Azam in Farbe drehen wollte, doch nur einige opulente Szenen dieses Films mit dem vergleichsweise teuren Material drehen konnte, begann einen kompletten Farbfilm über die arabische Liebesgeschichte von Laila und Majnu. Mitten in den Dreharbeiten starb 1964 jedoch der Hauptdarsteller Guru Dutt und die Produktion stoppte. Asif begann später von neuem mit Sanjeev Kumar in der Hauptrolle, doch der Tod des Regisseurs 1971 verhinderte die Vollendung des Films. 1986 wurde er in unvollendeter Form von den Produzenten K. C. Bokadia unter dem Titel Love and God veröffentlicht. Auch sein großes Filmprojekt Sasta Khoon Mehnga Paani, das in Jordanien gedreht werden sollte, blieb nach Asifs Tod unvollendet.